# 花笠

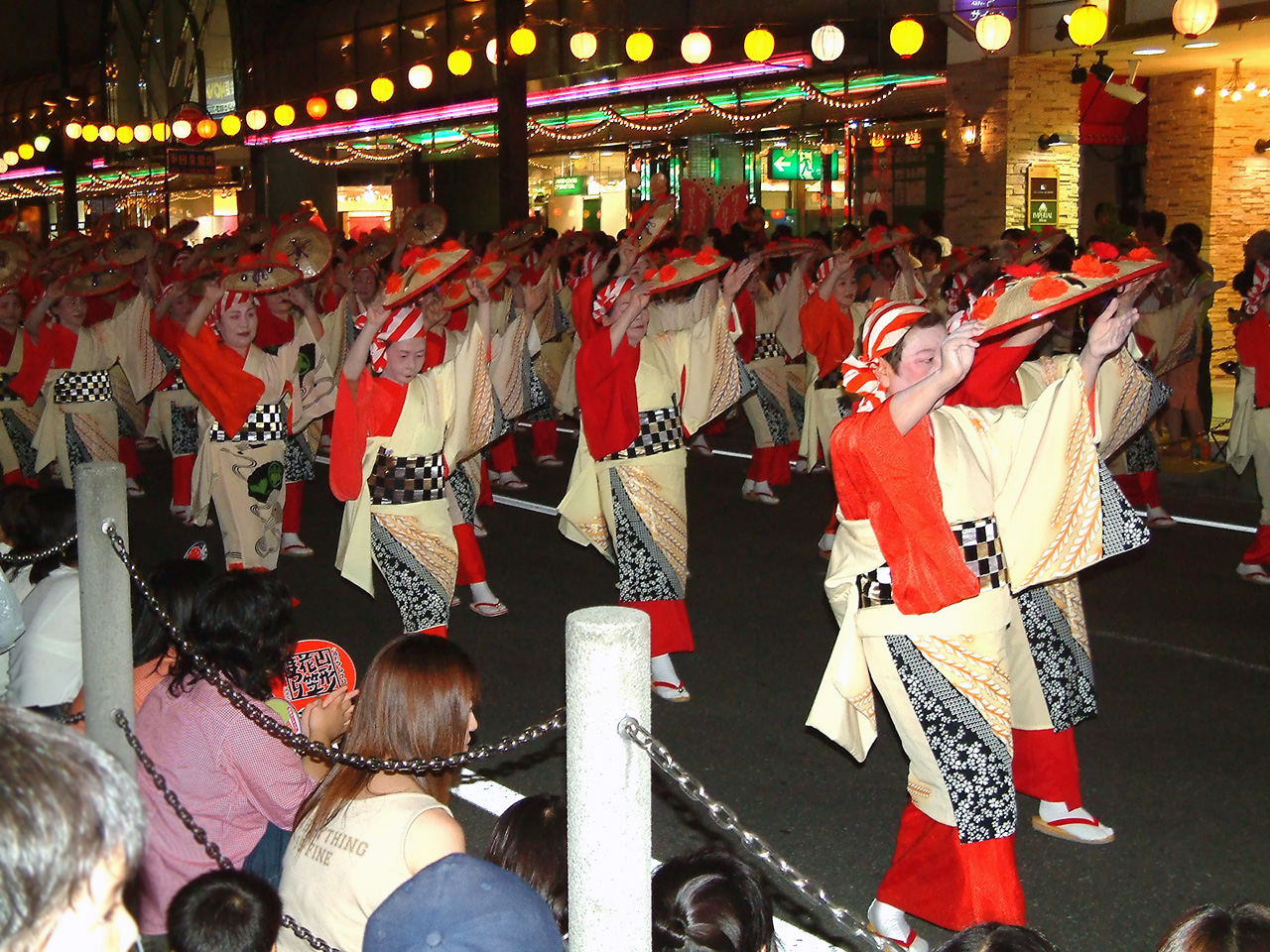
山形花笠まつりの花笠

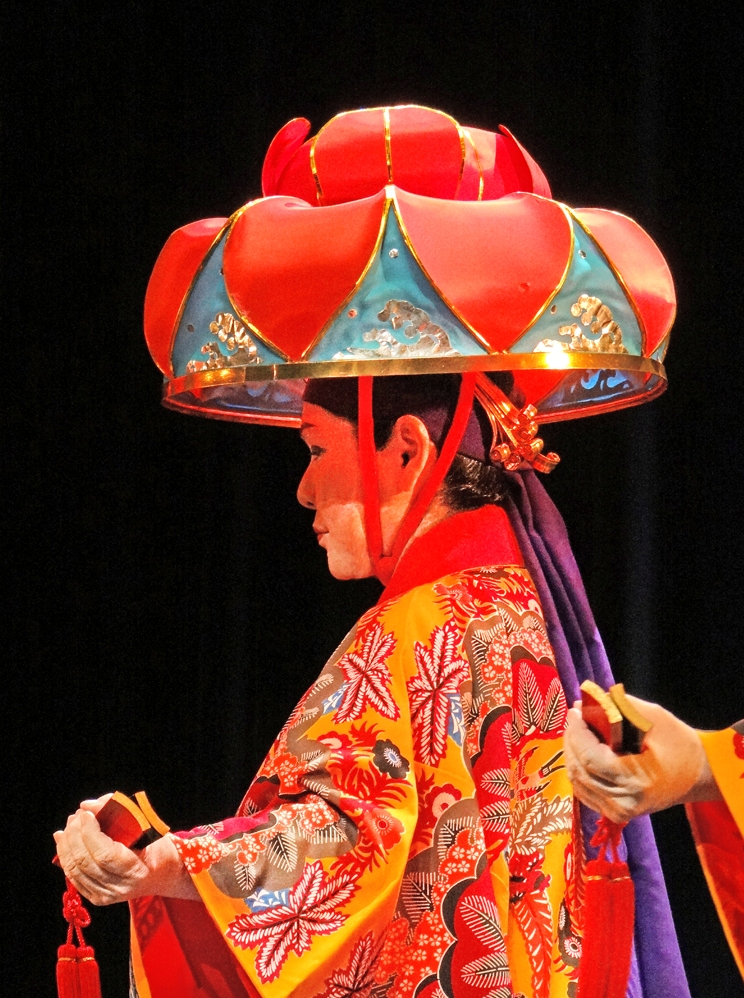
琉球舞踊の演目「四つ竹」における花笠

花笠（はながさ）は、装飾された笠または傘のこと。花笠を伝統芸能や祭礼の踊りの衣装の1つとして用いる例は、日本全国で数多く見られる。
踊り手そのものが神の依り代となる奉納舞踊や伝統芸能では、踊り手は獅子舞のように頭部全てを覆う被り物をしたり、木製・紙製等の仮面あるいは布製の覆面で顔を覆ったり、厚化粧をしたりして、「ケ」とは異なる状態で踊るが、笠を被ると顔が隠れることから、笠を被って踊ることも同様に踊り手が神の依り代となる意味合いがあると考えられている。このとき用いられる笠が装飾されている場合に花笠と呼ばれる。
一方、笠は頭頂部に被り、傘は人の上にさすことから、御霊信仰では両者は天に最も近いものとみなされ、疫病神の神座であると考える例がある。花笠そのものを神の依り代と見なし、置かれた花笠の回りで盆踊りのように輪踊りをして悪霊を憑り付かせた後、村外に持って行って焼却したり、海辺に持って行って流したりして悪霊退散を願う例が見られる。また、やすらい祭では、傘の上に植物や生花を入れた花篭を付けた花傘を持ち歩くが、その花傘の花は厄病神が取り憑く依り代となって、花が朽ちる時に厄病神も共に朽ち果てると見なしている。
笠（傘）の装飾には、笠の中心に花篭を付けて生花を入れたり、造花を笠全体に付けたり、笠の周りに垂らした竹ひごの先に造花を付けたりなど多様性がある。また、琉球花笠のように、笠自体が花をかたどったものもある。
サトザクラの一種の栽培品種のサクラであるハナガサは、その花の形が花笠に類似していることから命名された。